# Moteur en X

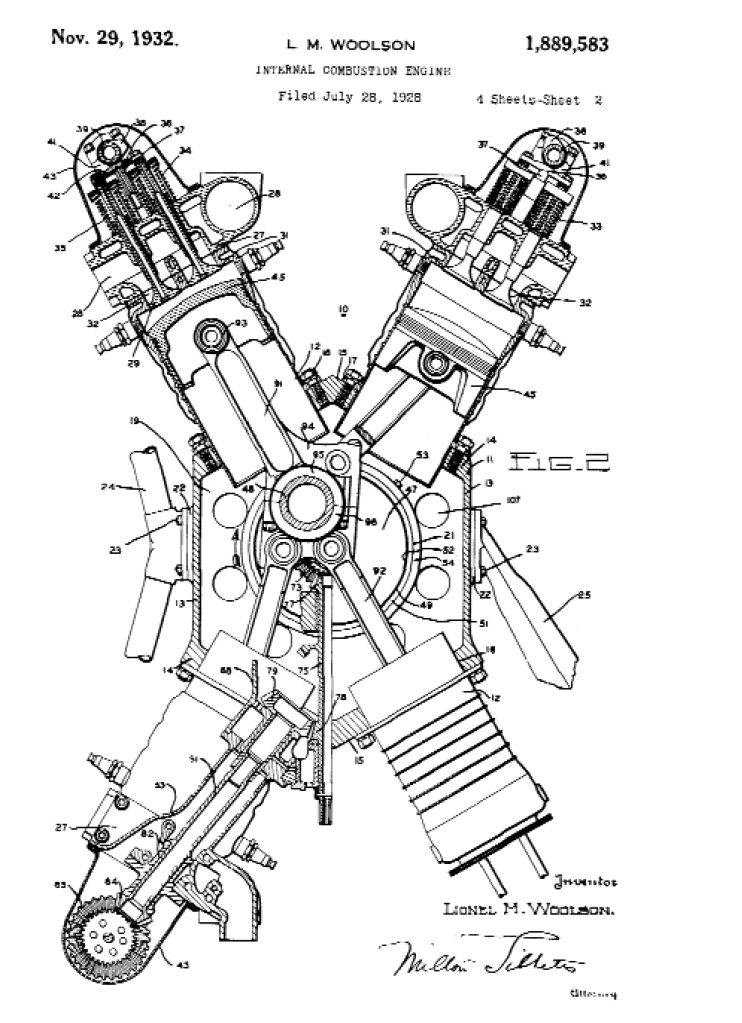
Moteur X selon le brevet américain 1889583 (Eingetragen 1928)

Moteur X symétrique (90°/90°/90°/90°)

Un moteur en X est un moteur à pistons avec quatre rangées de cylindres autour d'un vilebrequin commun, de sorte que les cylindres forment une forme en « X » lorsqu'ils sont vus de face.
L'avantage d'un moteur en X est qu'il est plus court qu'un moteur en V du même nombre de cylindres, cependant les inconvénients sont un poids et une complexité plus importants par rapport à un moteur radial. Par conséquent, la configuration a été rarement utilisée.
Plusieurs conceptions de moteurs en X étaient basées sur la combinaison de deux moteurs en V.

## Exemples
On sait que quatre types de moteurs en X ont atteint la production. En 1939-1942, Rolls-Royce Vulture, un 42 l (2 563 po3) Moteur d'avion X-24 qui a été construit à partir de deux moteurs Rolls-Royce Peregrine V12. Le Rolls-Royce Vulture a été brièvement utilisé dans le bombardier lourd Avro Manchester, avant que des problèmes de fiabilité ne l'obligent à être remplacé par l'Avro Lancaster (propulsé par le moteur Rolls-Royce Merlin V12 ).
General Motors a également produit des moteurs en X pour les navires de la marine américaine pendant la Seconde Guerre mondiale. Le moteur 16-184 a été installé dans plusieurs centaines de bateaux « subchasers » à partir de 1941, où ils étaient généralement utilisés par paires. Ce projet a été considéré comme réussi et quelques-uns ont survécu jusqu'à nos jours. À partir de 1944, le moteur similaire 16-338 a été produit pour les sous-marins, où quatre ont été utilisés dans chacun des quatre premiers membres de la classe USN Tang. Ces moteurs se sont révélés peu fiables en service et ont été remplacés par la suite par trois moteurs Fairbanks-Morse dans chaque bateau.L'autre moteur en X de production est le moteur ChTZ Uraltrac 12N360 X-12, produit pour la première fois en 2015 et utilisé dans la plate-forme de char russe Armata.
Plusieurs prototypes de moteurs en X 24 cylindres pour avions militaires ont été développés pendant la Seconde Guerre mondiale, notamment le Daimler-Benz DB 604, le Rolls-Royce Exe et l'Isotta Fraschini Zeta RC 24/60, ainsi que le Napier Cub 16 cylindres[réf. nécessaire].
D'autres prototypes de moteurs en X incluent un moteur automobile Ford X-8 des années 1920, qui a été étudié pendant le processus de développement du moteur Ford Flathead V8,. Au cours des années 1960, Honda aurait expérimenté une configuration de moteur X-32 pour ses efforts de course de Formule 1, mais aurait abandonné la conception car elle était trop complexe et peu fiable. De 2006 à 2010, les moteurs à essence expérimentaux Revetec X4v1 et Revetec x4v2 X-4 ont été développés par une société de recherche sur les moteurs,, suivis en 2013 par le moteur à essence expérimental Revetec X4-D1. Actuellement le moteur en X n'est pas considéré comme une architecture assez fiable et économiquement viable pour être répandue et communément utilisée.